# Bohdalín
Bohdalín är en ort i Tjeckien.   Den ligger i regionen Vysočina, i den centrala delen av landet, 100 km söder om huvudstaden Prag. Bohdalín ligger 590 meter över havet och antalet invånare är 230.
Terrängen runt Bohdalín är huvudsakligen platt, men söderut är den kuperad. Runt Bohdalín är det ganska tätbefolkat, med 134 invånare per kvadratkilometer. Närmaste större samhälle är Jindřichův Hradec, 18,2 km söder om Bohdalín. I omgivningarna runt Bohdalín växer i huvudsak blandskog.